# فورت سوورد (کالیفرنیا)
فورت سوورد (به انگلیسی: Fort Seward) یک منطقهٔ مسکونی در ایالات متحده آمریکا است که در شهرستان هامبولت، کالیفرنیا واقع شده‌است. فورت سوورد ۱۰۰ متر بالاتر از سطح دریا واقع شده‌است.